# Polyommatus anticoapicalis
Polyommatus anticoapicalis är en fjärilsart som beskrevs av Tutt 1910. Polyommatus anticoapicalis ingår i släktet Polyommatus och familjen juvelvingar. Inga underarter finns listade i Catalogue of Life.